# جزء الشبكية الهدبي
يُغَطى السطح الخلفي للنواتئ الهدبية بطبقة ثنائي الصفائح من الخلايا الصبغية السوداء والتي تَمتد إلى الأمام من الشبكية، وتُسمى الجزء الهدبي للشبكية (بالإنجليزية: Pars ciliaris retinae)‏.